# زانکت مارتین کارلسباخ
زانکت مارتین کارلسباخ (به آلمانی: Sankt Martin-Karlsbach) یک منطقهٔ مسکونی در اتریش است که در ناحیه ملک واقع شده‌ است. زانکت مارتین کارلسباخ ۱٬۷۲۸ نفر جمعیت دارد.